# Fencyklidin
Fencyklidin (PCP, andělský prach, PeaCe Pill) je droga původně vyvinutá jako veterinární anestetikum. Řadí se mezi disociativní anestetika. Jedná se o naprosto syntetickou, bílou krystalickou a ve vodě rozpustnou látku, vyráběnou zpravidla v ilegálních laboratořích za použití řady silně toxických látek. V současné době nemá oficiální lékařské využití a používá se téměř výhradně jako omamná látka.

## Účinky
PCP je návyková látka, která se užívá v práškové, tabletové či tekuté (ve vodě rozpuštěné) formě. Může se totiž kouřit, šňupat, polykat či podávat injekčně. Nejčastější je kouření PCP, účinky v takovém případě nastupují po několika minutách, vrcholí během třicáté minuty a trvají 4 až 6 hodin. Účinky se liší podle dávky:
- při nízkých dávkách (1–5 mg) funguje jako stimulant, navozuje pocity euforie, sebedůvěry, vyrovnanosti;
- při středních dávkách (5–15 mg) se projevují analgetické a anestetické účinky;
- vysoké dávky způsobují schizofrenní chování, prohlubují se tělesné projevy (účinek na tělesnou teplotu a na srdeční činnost) a uživatel je v silném ohrožení života.[2]

S užíváním PCP jsou občas spojeny nepředvídatelné a velmi nepříjemné stavy přirovnávané k nočním můrám. Byly popisovány i stavy, kdy člověk pod vlivem PCP věřil v nadpřirozené schopnosti své osoby, což vedlo k útokům na velké skupiny osob či policisty, stejně jako např. k neohroženým skokům z výšky se smrtelnými následky. Pod vlivem PCP byl vrah Antron Singleton.

## Historie
- 1926 – vyrobena experimentální laboratorní droga fencyklidin
- 1957 – společnost Parke-Davis začala fencyklidin prodávat jako anestetikum pod názvem Sernyl
- 1962 – droga byla stažena z prodeje z důvodu psychotického chování některých pacientů
- 1967 – droga se užívá ve veterinární medicíně

## Rizika
Dlouhodobí uživatelé si stěžují na ztrátu paměti, problémy s řečí i s myšlením, deprese a ztrátu tělesné hmotnosti. Tyto příznaky mohou trvat až 1 rok.